# 二十円硬貨
二十円硬貨（二十圓硬貨）（にじゅうえんこうか）は、かつて日本で発行された硬貨の額面の一つ。新貨条例による旧二十円金貨と、貨幣法による新二十円金貨が存在する。1988年（昭和63年）の通貨の単位及び貨幣の発行等に関する法律によりいずれも通用停止となっており、現在は法定通貨としての効力を有さない。

## 旧二十円金貨

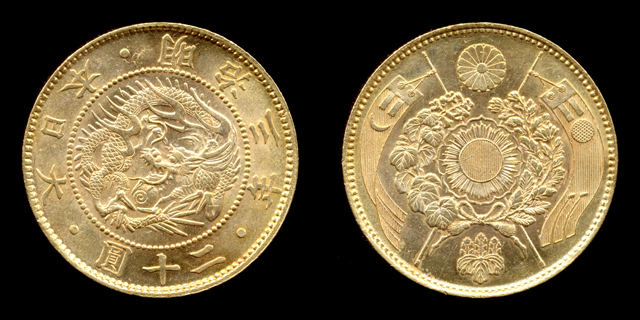
旧二十圓金貨　明治三年

品位：金90%・銅10%、直径：35.0606mm、量目：33.3333g、周囲にギザあり。表面には竜図（阿竜）、裏面には菊紋・桐紋・日章・菊枝と桐枝・錦の御旗（日月旗）・八稜鏡があしらわれている。新貨条例により本位金貨として1871年（明治4年）に発行された。1897年（明治30年）以降は貨幣法により額面の2倍である40円に通用した。通貨の単位及び貨幣の発行等に関する法律施行、貨幣法の廃止に伴い1988年（昭和63年）3月末で廃止された。
明治3・9・10・13・25年銘が存在するが、全体的に希少価値がかなり高く、特に明治3年銘以外のものは新しい極印と鋳造機の試験、並びにプルーフ硬貨の試作として鋳造されたと考えられており希少価値が非常に高い。明治25年銘に至ってはシカゴ博覧会用に2枚のみの製造となっている。

## 新二十円金貨

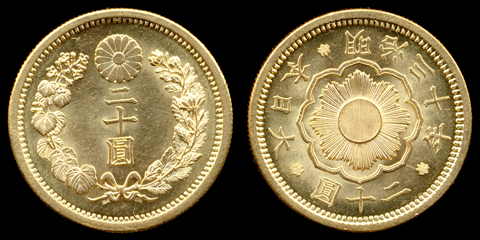
新二十圓金貨　明治三十年

品位：金90%・銅10%、直径：28.7878mm、量目：16.6667g、周囲にギザあり。表面には菊紋・菊枝と桐枝、裏面には桐紋・日章・八稜鏡があしらわれている。貨幣法により本位金貨として1897年（明治30年）に発行された。同法に明記された「純金ノ量目二分（0.75g）ヲ以テ価格ノ単位ト為シ之ヲ圓ト称ス」に基づき15gの純金を含むことが規定された。1932年（昭和7年）製造終了。通貨の単位及び貨幣の発行等に関する法律施行、貨幣法の廃止に伴い1988年（昭和63年）3月末で廃止された。
年銘としては、明治30・37～45・大正元～9・昭和5～7年銘が存在するが、このうち昭和5・6年銘は大量に発行されたものの、金貨の海外への大量流出のため現存数が極めて希少となっており、また最終年号の昭和7年銘は製造されたものの流通せずに終わった。また明治30年銘には跳明と止明の手替わりが存在する。